# Olga Nazarova (biatlete)
Olga Viktaravna Nazarova (Wit-Russisch: Вольга Віктараўна Назарава), (Omsk, 27 augustus 1977) is een voormalig biatlete uitkomend voor Wit-Rusland. Ze vertegenwoordigde Wit-Rusland op de biatlon op de Olympische Winterspelen 2002 in Salt Lake City, de Olympische Winterspelen 2006 in Turijn en de Olympische Winterspelen 2010 in Vancouver. Ze is getrouwd en heeft twee kinderen.

## Resultaten

### Olympische Winterspelen
| Jaar | Plaats         | Resultaten                                                                                             |
| ---- | -------------- | --- |
| 2002 | Salt Lake City | 14e 7,5 km sprint 11e 10 km achtervolging 6e 15 km individueel 7e 4x7,5 km estafette                   |
| 2006 | Turijn         | 8e 7,5 km sprint 7e 10 km achtervolging 6e 12,5 km massastart 7e 15 km individueel 4e 4x6 km estafette |
| 2010 | Vancouver      | 74e 7,5 km sprint                                                                                      |

### Wereldkampioenschappen
| Jaar | Plaats           | Resultaten |
| ---- | ---------------- | --- |
| 2001 | Pokljuka         | 36e 7,5 km sprint 13e 10 km achtervolging 14e 12,5 km massastart 23e 15 km individueel 13e 4x7,5 km estafette   |
| 2003 | Chanty-Mansiejsk | 13e 7,5 km sprint 18e 10 km achtervolging 25e 12,5 km massastart 22e 15 km individueel4e 4x6 km estafette       |
| 2004 | Oberhof          | 22e 7,5 km sprint 13e 10 km achtervolging 23e 12,5 km massastart 11e 15 km individueel 4e 4x6 km estafette      |
| 2005 | Hochfilzen       | 12e 7,5 km sprint · 22e 10 km achtervolging · 25e 12,5 km massastart · 23e 15 km individueel · 4x6 km estafette |
| 2005 | Chanty-Mansiejsk | 11e Gemengde estafette                                                                                          |
| 2006 | Pokljuka         | 14e Gemengde estafette                                                                                          |
| 2008 | Östersund        | 19e 15 km individueel 5e 4x6 km estafette                                                                       |
| 2009 | Pyeongchang      | 9e 7,5 km sprint 26e 10 km achtervolging 26e 12,5 km massastart 33e 15 km individueel 4e 4x6 km estafette       |
| 2011 | Chanty-Mansiejsk | 58e 15 km individueel                                                                                           |

### Wereldbeker
Eindklasseringen
| Seizoen   | Algemeen | Individueel | Sprint | Achtervolging | Massastart |
| --------- | -------- | ----------- | ------ | ------------- | ---------- |
| 2000/2001 | 32e      |             |        |               |            |
| 2001/2002 | 21e      |             |        |               |            |
| 2002/2003 | 29e      |             |        |               |            |
| 2003/2004 | 19e      |             |        |               |            |
| 2004/2005 | 30e      |             |        |               |            |
| 2005/2006 | 13e      |             |        |               |            |
| 2007/2008 | 65e      |             |        |               |            |
| 2008/2009 | 39e      |             |        |               |            |
| 2009/2010 | 74e      |             |        |               |            |
| 2010/2011 | 92e      |             |        |               |            |